# Osiedle Sienkiewicza (Polkowice)
Osiedle Henryka Sienkiewicza – wielorodzinne osiedle mieszkaniowe o luźnej zabudowie, zlokalizowane w północnej części Polkowic. Jest modelowym przykładem osiedla z lat 60. XX wieku, które zbudowano ściśle według wytycznych normatywnych dla pięciu tysięcy osób.

## Historia i architektura
Osiedle powstało w większości w latach 60. i 70. XX wieku (zarówno bloki mieszkaniowe, jak i obiekty towarzyszące). Na jednostkę składa się siedem zgrupowań budynków, przy czym każde składa się z trzech wieloklatkowych, pięciokondygnacyjnych bloków mieszkalnych usytuowanych na osi północ-południe równolegle do siebie. Zabudowę uzupełnia dziesięć punktowców, również o pięciu kondygnacjach. Obiekty mieszkalne nie tworzą zamkniętych wnętrz urbanistycznych, ale osłaniają zlokalizowane wewnątrz osiedla centrum usługowe z przedszkolem i szkołą. Drogi osiedlowe zaprojektowano w ten sposób, by dzieci idąc do tych placówek, nie przekraczały ulic. 
W początku lat 90. XX wieku dobudowano trzy bloki mieszkaniowe. W latach 1992–1996 zagospodarowano zieleń osiedlową i wprowadzono elementy małej architektury, jak również wymieniono infrastrukturę podziemną. W następnych latach wzniesiono drobne obiekty uzupełniające. W latach 2008–2009, od północy zostały wzniesione parkingi, boisko sportowe i skatepark.